# Projectil

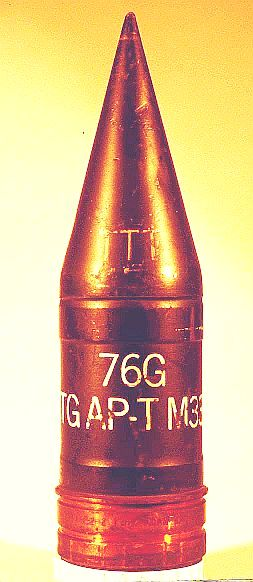
Projectil per canó de 90 mm M33C

Un projectil és un cos que s'expulsa, generalment amb una arma i que continua el seu moviment per la mateixa inèrcia per tal de colpir un objectiu. Tot i que les pilotes de futbol o de tennis podrien considerar-se projectils i responen a les mateixes lleis balístiques, generalment el terme sol referir-se a les armes. Sagetes, dards o llances són armes llançades en utilitzar la força mecànica aplicada per un altre objecte. Altres armes utilitzen la força de l'aire comprimit per a disparar. Pistoles, rifles, etc., utilitzen la força expansiva d'uns gasos alliberats per certes reaccions químiques. Fins a l'edat moderna, els projectils eren de pedra (en les catapultes) o de plom. Actualment els projectils són de ferro o de coure i això permet penetrar amb facilitat en el seu objectiu. Hi ha projectils pensats per a causar menys danys i solen ser de cautxú o plàstic. La balística és la ciència que analitza la projecció, la trajectòria, les forces que actuen sobre ella i l'impacte que té en l'objectiu, i té un paper important en la medicina legal i forense per tal d'analitzar la trajectòria d'un projectil i així els precedents d'un crim o d'un accident amb arma de foc.

## Força motriu

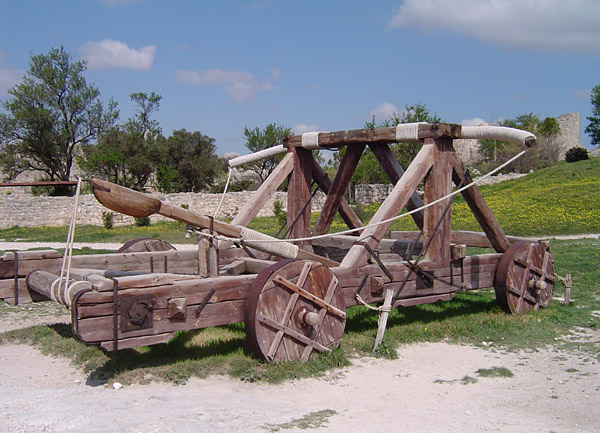
Reproducció d'una catapulta francesa en el Castell dels Baux.

Les sagetes, dards, llances i altres armes similars són impulsats solament per forces mecàniques aplicades per un altre objecte, per exemple: una catapulta, un tirador, una fona, un arc a més del llançament sense ús d'una eina.
Altres armes usen la compressió o expansió de gasos per propulsar un projectil.
Els canons electromagnètics utilitzen camps electromagnètics per a proporcionar una acceleració constant al llarg del dispositiu. Incrementant enormement la velocitat del projectil.
Les sarbatanes i armes d'aire usen gas comprimit, mentre que la resta de les armes de foc utilitzen els gasos en expansió generats per reaccions químiques
Alguns projectils es propulsen a ells mateixos durant el vol mitjançant l'ús d'un motor de coet o un jet. En terminologia militar, un coet és no-guiat mentre que un míssil és guiat. Els dos sentits de "coet" (coet arma i motor coet): un MBI és un míssil que usa motors de coet.

## Projectils vehicle
Molts tipus de projectils s'usen per a "portar" certa càrrega a la seva destinació (no solament el projectil). Un projectil, p. ex. un obús, pot tenir una càrrega explosiva o algun altre tipus de substància química o biològica. A més d'un explosiu, un projectil pot causar cert tipus de dany depenent del que porti; per exemple un agent incendiari o fins i tot verí (com les sagetes enverinades).

## Projectils esportius

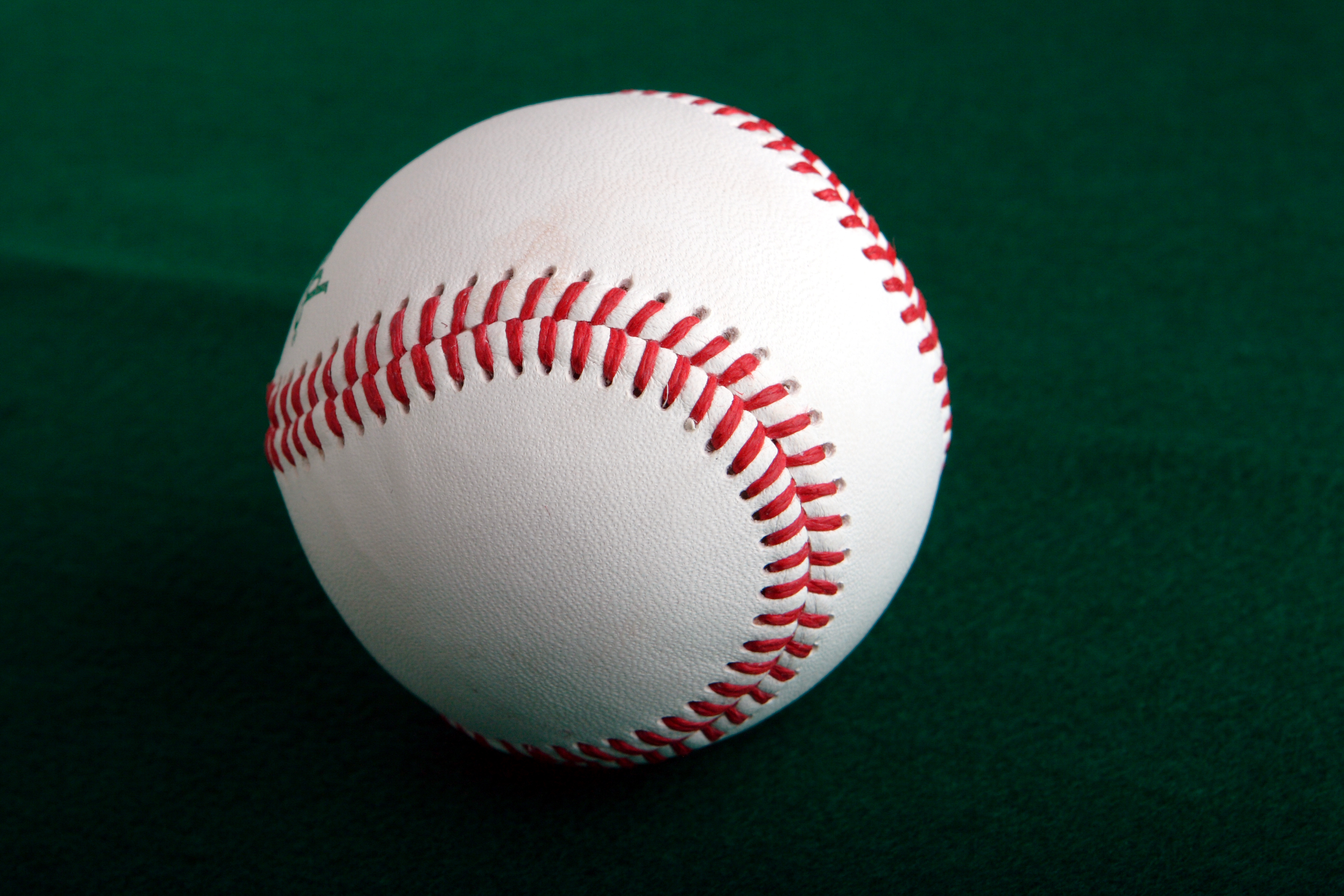
S'han registrat velocitats de fins 169 km/h amb la pilota de beisbol.

La força més important aplicada al ‘projectil' és la força propulsora, en aquest cas les forces propulsores són els músculs que actuen sobre la pilota per a fer que es mogui, i com més força aplicada, més força propulsora, el que significa que el projectil (la pilota) arribarà més lluny. Vegeu pitching o les bitlles.

## Projectils cinètics

Projectil APFSDS.

Un projectil que no porta cap càrrega explosiva ni de cap altre tipus, es denomina projectil cinètic, arma d'energia cinètica, ogiva d'energia cinètica, obús cinètic o penetrador cinètic. Les armes d'energia cinètica típiques són projectils simples com roques i bales de canó, punxegudes com sagetes i més punxegudes com les bales. Entre els projectils que no tenen cap explosiu, estan aquells llançats de canons en raïl, canons gauss i catapultes electromagnètiques, així com l'APFSDS. Totes aqueixes armes funcionen en donar-li una gran velocitat als seus projectils (hipervelocitat) per a col·lidir transformant la immensa energia cinètica en ones de xoc destructives i calor.
Algunes armes cinètiques designades per a objectes en vol espacial són armes antisatèl·lit i míssils antibalístics. Atès que per a aconseguir un objecte en òrbita aquests projectils han d'aconseguir velocitats immenses, la sola energia cinètica que porten és força suficient per a destruir els seus blancs, fent innecessaris els explosius. Per exemple: l'energia del TNT és de 4,6 MJ/kg, mentre que l'energia d'un objecte que es mou a uns 10 km/s és de 50 MJ/kg. Això estalvia pes extra i no es necessita una detonació precisa. No obstant això, aqueix mètode requereix un contacte directe amb el blanc, per la qual cosa cal una trajectòria més exacta.
Pel que fa a les armes antimíssils, el Hetz i el MIM-104 Patriot tenen explosius, mentre que l'Interceptor d'energia cinètica, el Projectil lleuger exoatmosfèric (LEAP, vegeu RIM-161) i el THAAD no en tenen (vegeu Missile Defense Agency).
Una arma d'energia cinètica pot també ser deixada anar d'un avió per a un cop de precisió amb un menor dany col·lateral (perquè, per exemple, conté concret en comptes d'algun explosiu). Una bomba típica té una massa de 900 kg i cau a una velocitat de 800 km/h (220 m/s). Aqueix tipus de mètode ha estat usat en la guerra de l'Iraq i les subsegüents operacions militars a l'Iraq en emprar bombes farcides de concret amb el dispositiu GPS de les JDAM per a atacar vehicles i altres blancs "suaus" que estan en llocs molt prop d'estructures civils com per a usar bombes altament explosives.
Un Promt Global Strike pot usar armes cinètiques. El bombardeig cinètic pot emprar projectils deixats anar a nivell d'òrbita terrestre.
Una arma hipotètica és la que viatja a una considerable fracció de la velocitat de la llum, generalment coneguda en ciència-ficció, es denomina bomba relativista.

## Projectils cablejats
Alguns projectils es connecten a l'equip de llançament mitjançant un cable després del llançament:
- Per a ser guiats: míssil amb filferro dirigit (fins a 4 km).
- Per a administrar un electroxoc, com en el cas del Taser (fins a 10,6 metres); dos projectils són disparats simultàniament, cadascun amb un cable.
- Per a connectar el llançador amb l'objectiu, ja sigui per a halar l'objectiu, com en un arpó de balenes, o per a portar al llançador cap al blanc, com ho fa un ganxo d'agarrament.

## Altres
La balística analitza la trajectòria d'un projectil, les forces que actuen sobre un projectil i l'impacte que té aquest sobre un blanc.
Una explosió, causada o no per una arma, converteix els fragments llançats en projectils d'alta velocitat. Una arma explosiva pot ser‘’ dissenyada també per a produir molts projectils d'alta velocitat a partir del contenidor de l'explosiu.

## Energia
El comportament dels projectils es descriu a través de la balística. L'energia d'un projectil, immediatament després d'abandonar el canó (l'energia de la bala {\displaystyle E_{0}}) calculada segons la fórmula de l'energia cinètica: 
{\displaystyle E_{0}={\frac {1}{2}}mv_{0}^{2}}
Velocitats de projectil típiques
| Projectil                                                                          | Velocitat    | Velocitat     | Velocitat     | Velocitat     | Energia cinètica específica (J/kg) |
| Projectil                                                                          | (m/s)        | (km/h)        | (ft/s)        | (mph)         | Energia cinètica específica (J/kg) |
| ---------------------------------------------------------------------------------- | ------------ | ------------- | ------------- | ------------- | ---------------------------------- |
| Objecte caient 1 m (en buit, a la superfície terrestre)                            | 4,43         | 15,948        | 14,5          | 9,9           | 9,8                                |
| Objecte caient 10 m (en buit, a la superfície terrestre)                           | 14           | 50,4          | 46            | 31            | 98                                 |
| Clava (llançador expert)                                                           | 40           | 144           | 130           | 90            | 800                                |
| Objecte caient 100 m (en buit, a la superfície terrestre)                          | 45           | 162           | 150           | 100           | 980                                |
| Dard propulsat refinat (llançador expert)                                          | 45           | 162           | 150           | 100           | 1.000                              |
| Disc d'hoquei de gel (slapshot, jugador professional)                              | 50           | 180           | 165           | 110           | 1.300                              |
| Projectil de ballesta de 80 lb                                                     | 58           | 208,8         | 190           | 130           | 1.700                              |
| Sageta guerra de 150 lbs arc de guerra medieval                                    | 63           | 228,2         | 208           | 141           | 2.000                              |
| Blunt Impact Projectile d'un llançagranades de 40mm                                | 87           | 313,2         | 285           | 194,6         | 3.785                              |
| Tir de Paintball                                                                   | 91           | 327,6         | 300           | 204           | 4.100                              |
| Projectil de ballesta de 175 lb                                                    | 97           | 349,2         | 320           | 217           | 4.700                              |
| Balí d'aire comprimit de 6 mm                                                      | 100          | 360           | 328           | 224           | 5.000                              |
| Rifle d'aire comprimit BB 4,5 mm                                                   | 150          | 540           | 492           | 336           | 11.000                             |
| Balí d'aire comprimit de .177" (rifle d'aire amb potència de Magnum)               | 305          | 878,4         | 1.000         | 545           | 29.800                             |
| 9×19mm (projectil d'una pistola)                                                   | 340          | 1224          | 1.116         | 761           | 58.000                             |
| 12.7×99 mm (projectil d'una metralleta pesada)                                     | 800          | 2.880         | 2.625         | 1.790         | 320.000                            |
| Tiger I alemany 88 mm (projectil de tanc Pzgr. 39 APCBCHE)                         | 810          | 2.899         | 2.657         | 1.812         | 328.050                            |
| 5.56×45mm (bala estàndard utilitzada en molts rifles d'assalt)                     | 920          | 3.312         | 3.018         | 2.058         | 470.000                            |
| 20×102mm (bala de canó estàndard nord-americà utilitzat en els canons de combat)   | 1039,38      | 3.741         | 3.410         | 2.325         |                                    |
| 25×1400mm (APFSDS, penetrador de tancs)                                            | 1.700        | 6.120         | 5.577         | 3.803         | 1.400.000                          |
| 2 kg Slug de tungstè (del Experimental Railgun)                                    | 3.000        | 10.800        | 9.843         | 6.711         | 4.500.000                          |
| Vehicle de reentrada d'un ICBM                                                     | Fins a 4.000 | Fins a 14.000 | Fins a 13.000 | Fins a 9.000  | Fins a 8.000.000                   |
| projectil d'un canó de gas lleuger                                                 | Fins a 7.000 | Fins a 25.000 | Fins a 23.000 | Fins a 16.000 | Fins a 24.000.000                  |
| Satèl·lit en òrbita terrestre baixa                                                | 8.000        | 29.000        | 26.000        | 19.000        | 32.000.000                         |
| Exoatmospheric Kill Vehicle                                                        | ~10.000      | ~36.000       | ~33.000       | ~22.000       | ~50.000.000                        |
| Projectil (p.ex., escombraries espacials) i altres també en òrbita terrestre baixa | 0–16.000     | ~58.000       | ~53.000       | ~36.000       | ~130.000.000                       |